# Антоан Франсоа Прево
Антоан Франсоа Прево (фр. Antoine-Francois Prevost; Еден, 1. април 1697 — Куртеј, 23. децембар 1769) је био француски књижевник и повремени члан бенедиктанског реда.

## Биографија
Прево је рођен у Едену, у покрајини Артоа, где му је отац био судски чиновник. Породица га уписује на језуитски колеж у Едену, желећи да постане свештеник, али га он напушта (1712) да би ступио у војску као добровољац. Када је рат завршен одлази у Париз, у колеж Аркурт. Године 1717. улази у новицијат код језуита, у колеж Ла Флеш, али после годину дана напушта ред, опет ступа у војску, да би је 1720. напустио и прешао у Холандију. Одатле се брзо враћа и тражи уточиште код бенедиктанаца. Ту пише сатиричне портрете своје манастирске сабраће, а у потаји ради на свом првом авантуристичком роману. Исте године Прево бежи из манастира и склања се од полицијске потере у Енглеску, где је провео две године. Бави се писањем, учењем енглеског језика, а издржава се радећи као кућни учитељ. Лондон напушта 1730. и одлази поново у Холандију, да би се три године касније вратио у Лондон са својом пријатељицом Ленки Екхарт, бежећи од зајмодаваца. Ова лондонска епизода се умало завршила кобно. У крајњој материјалној кризи Прево фалсификује меницу на име свог бившег ученика, због чега га хапсе. Казна предвиђена за овај прекршај је тада била смрт вешањем, али је, на интервенцију свог ученика и његовог оца, ослобођен. Враћа се у Француску и уз помоћ својих париских пријатељ, као покајник, поново ступа у ред бенедиктанаца. Настојећи да се материјално осигура Прево постаје тајни сарадник памфлетисте Готјеа. Када је полиција ухватила памфлетисту и Превоова активност је била откривена, па је морао да побегне у Брисел, а затим у Франкфурт. Када се афера стишала, вратио се у Париз (1742) и посветио мирнијем животу, највише се посветивши превођењу разних дела са енглеског. Последње године живота проводи у својој кући у Сен-Фирмену код Шантија, где и умире.